# Helmut Prassler

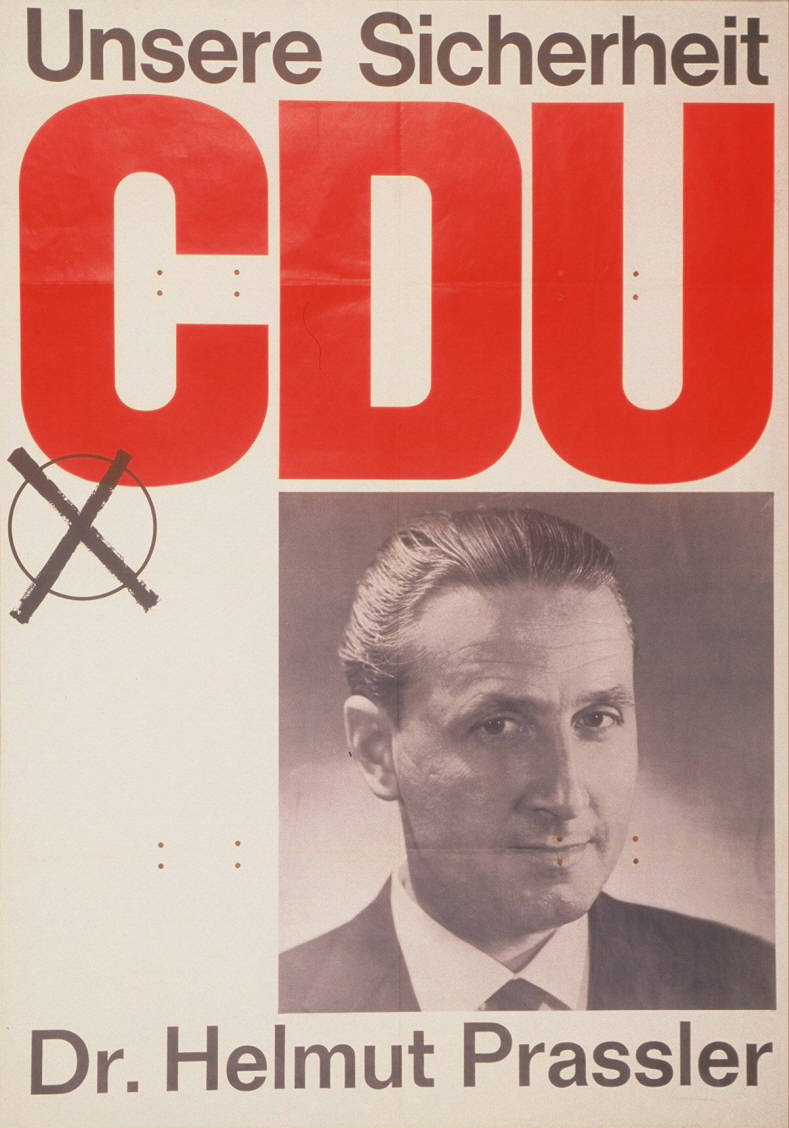
Affiche du candidat à l'élection fédérale de 1965

Helmut Traugott Prassler (né le 12 août 1923 à Gaggstatt et mort le 30 mars 1987 à Langenbrand) est un agriculteur allemand et homme politique de la CDU .

## Biographie
Prassler étudie au Latin and Realschule à Hohenheim et l'Eberhard-Ludwigs-Gymnasium à Stuttgart. Il rejoint la Wehrmacht en tant que volontaire de guerre en 1940, puis prend part à la Seconde Guerre mondiale en tant que soldat de l'armée de l'air et est finalement fait prisonnier par les Britanniques, dont il est libéré fin 1945.
Après son retour de captivité, Prassler suit un cours de formation agricole dans le sud du Wurtemberg, qu'il complète avec l'examen d'assistant. Il commence des études d'agriculture à l'Université agricole de Hohenheim et devient membre de la fraternité étudiante Zirkel, qui reprend ensuite la tradition du Corps Germania Hohenheim. Il termine ses études en 1950 avec l'examen du diplôme en agriculture et en 1954 avec le doctorat en agriculture. En 1958, il réussit l'examen d'État pour le service supérieur de l'agriculture. Il travaille ensuite comme consultant économique et spécialisé pour le remembrement des terres dans les bureaux agricoles de Horb am Neckar et Rottenburg am Neckar et comme commis au département de l'agriculture du conseil régional du sud Wurtemberg-Hohenzollern. À partir de 1962, il travaille pour l'école d'agriculture de Dornstetten, puis à partir de 1964 au poste de conseiller agricole du gouvernement. De 1975 à 1986, il est président de l'Institut d'État pour la protection de l'environnement dans le Bade-Wurtemberg. Il est fait chevalier de l'ordre du Mérite de la République fédérale d'Allemagne le 25 juin 1982.

## Mandats
- Prassler rejoint la CDU et la Junge Union dans les années 1950 et est président de district du JU Calw de 1961 à 1964.
- Prassler est membre du conseil municipal de Langenbrand.
- Prassler est élu au Bundestag en 1965 et y représente la circonscription de Calw. Le 3 novembre 1975, il démissionne du Bundestag.